# Budapest Voices
A Budapest Voices a cappella együttes, mely 2013 áprilisában alakult. A tizenkét énekesből és egy ütőhangszeresből álló kórus mai magyar underground zenekaroktól ad elő slágereket. Az eredeti dalokat Warnusz Zsuzsa művészeti vezető hangszereli, illetve ülteti át a cappella stílusba. A Budapest Voices első dala a Tankcsapdától az Adjon az ég volt, emellett már elkészült kéttucatnyi további átdolgozás, köztük a Quimby-től, Péterfy Boritól, a PASO-tól, a Magashegyi Undergroundtól és a Kowalsky meg a Vegától.
Az együttes bemutatkozó nagylemeze 2014. szeptember 16-án jelent meg Alternatívák címmel, speciális formában, egy saját újság, a Budapest Voices Magazin mellékleteként. A megjelenés napján egy különleges, reggeli koncertet adtak a Szent Gellért téri metrómegállóban. 2016. március 24-én jelent meg Finomra hangolva című második albumok, melyet a tagok által összeállított szakácskönyvvel együtt adtak ki. 2016. november 26-án egy 3 számos EP-t jelentettek meg Kislemez címmel. A névadás oka, hogy a 3 dal mini-CD-n jött ki, és karácsonyfadíszbe csomagolták a lemezt.
A közönség hallhatta már a kórust számos nagy rendezvényen, köztük a Művészetek Völgyében, a Campus Fesztiválon és a Fishing on Orfűn. Eddig három alkalommal léptek fel az A38 Hajón, mindhárom elővételesen teltházas volt, de a többi budapesti koncertjeiket is nagy érdeklődés követte.
2019 elején határozatlan időre felfüggesztették működésüket.

## Diszkográfia
- Alternatívák (2014)
- Finomra hangolva (2016)
- Kislemez (2016)